# Schizomavella decorata
Schizomavella decorata är en mossdjursart som beskrevs av Ratna Guha och Gopikrishna 2007. Schizomavella decorata ingår i släktet Schizomavella och familjen Bitectiporidae. Inga underarter finns listade i Catalogue of Life.